# 北久保まりこ
北久保 まりこ Tan-Ku Association President (Tan-Ku Association会長)、"Tan-Ku" Deborah P Kolodjiと共同創始者（きたくぼ まりこ、10月4日 - ）は、日本の歌人。英語短歌の創作や短歌の国際化運動に取り組んでいる。
アメリカの英語俳人Deborah P Kolodjiと共に、全く新しい詩歌文学のジャンル「Tan-Ku」を編み出し、2023年4月に世界初のTan-Ku集『DISTANCE』を米国の出版社Shabda Press社より出版した。
Tan-Kuの定義
短歌と俳句 (又は俳句と短歌)が交互に編まれる形の詩歌文学。短歌・俳句がそれぞれ二作品以上の場合をSequence(連作)、一作品ずつの場合をSet(セット)と呼び、どちらもタイトルを伴った形で完結する。

## 経歴
東京都生まれ。三鷹市在住。「日本ペンクラブ」「日本文藝家協会」「現代歌人協会」「日本歌人クラブ」「心の花」会員。
- 1999年 『波のことばで伝えたい』発刊。
- 2002年 『音楽がおわる時』ながらみ書房より発刊。
- 2005年 『'WILL'』角川書店より発刊。
- 2006年 『On This Same Star』角川書店より発刊。
- 2006年 日本歌人クラブ[3]主催、第五回国際交流短歌大会にて、ジャパン・タイムス社長賞（英語短歌部門）と秀作賞（英語短歌部門）と石黒陽子選者賞（2首1組）を受賞。
- 2007年 環太平洋国際俳句大会にて、愛媛新聞社賞を受賞。
- 2008年 『Cicada forest/蝉の森』an anthology of tanka角川書店より発刊。
- 2016年　『INDIGO/藍』Shabda Pressより発刊
- 2023年　「Tan-Ku」集『DISTANCE』〈DeborahPKolodjiとの共著〉Shabda Pressより発刊

## 作品

### 歌集
- 『波のことばで伝えたい』（アートランド）
- 『音楽がおわる時』（ながらみ書房）
- 『'WILL'』（角川書店）
- 『On This Same Star』　和訳対訳歌集　アメリア・フィールデン訳（角川書店）　ISBN 978-4-04-651667-1
- 『Cicada forest/蝉の森』 和訳対訳歌集　an anthology of tanka アメリア・フィールデン訳（角川書店）　ISBN 978-4-04-652019-7
- 『INDIGO/藍』Shabda Press(2016)[4]
- 「Tan-Ku」集『DISTANCE』〈DeborahPKolodjiとの共著〉Shabda Press（2023年）